# 105-я смешанная авиационная дивизия (1993)
105-я сме́шанная авиацио́нная диви́зия (105-я сад) — авиационное соединение ВВС Вооружённых Сил ВВС России.

## История наименований

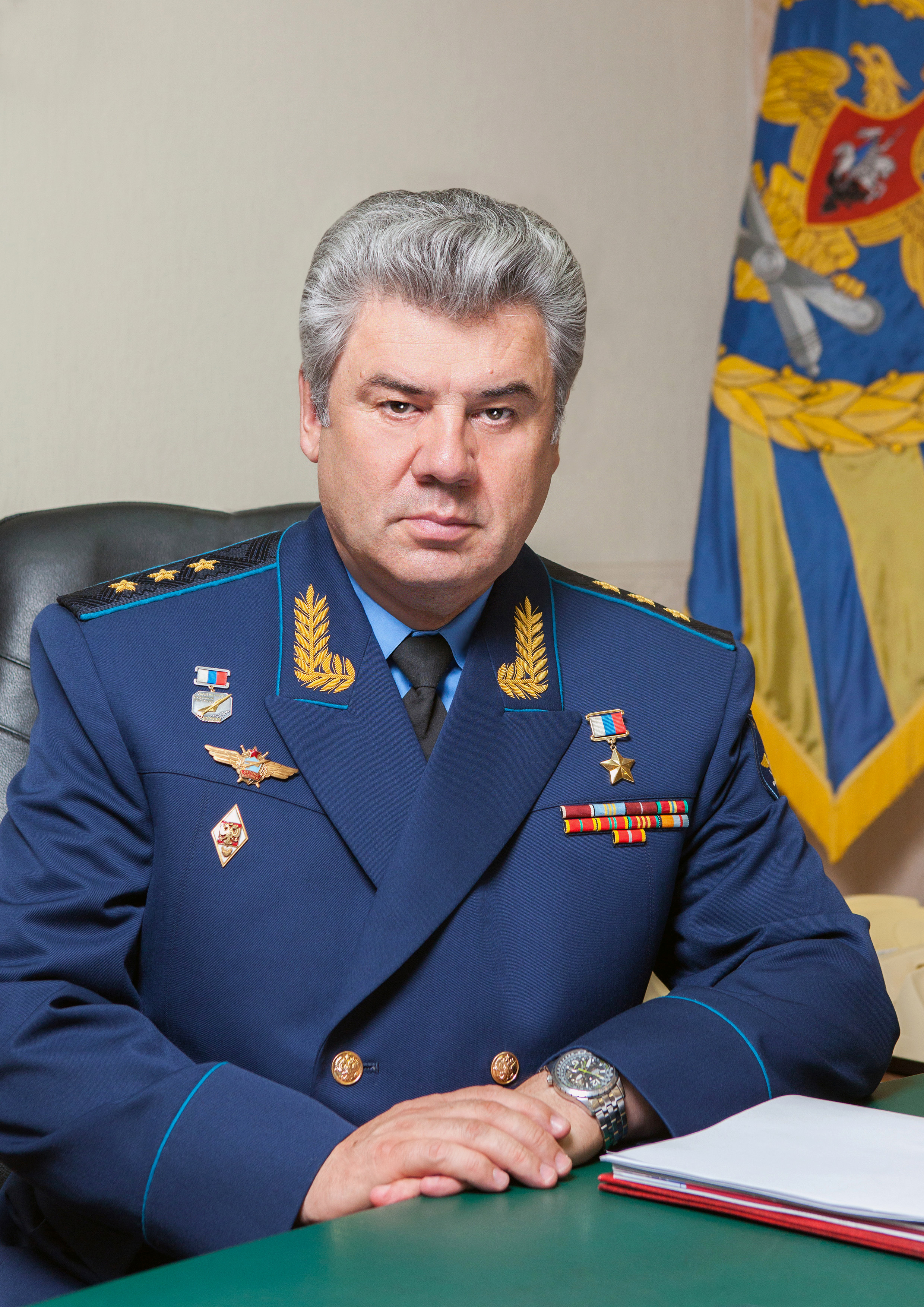
Командир дивизии В. Н. Бондарев

В истории Военно-воздушных сил СССР, а по преемственности в России, 105-я авиационная дивизия была сформирована, а впоследствии переформировывалась несколько раз:
- 105-я истребительная авиационная дивизия ПВО (1950) (15.07.1950);
- 105-я истребительная авиационная дивизия (1951) (01.10.1951);
- 105-я истребительно-бомбардировочная авиационная дивизия (01.03.1960);
- 105-я авиационная дивизия истребителей-бомбардировщиков (01.10.1976);
- 105-я смешанная авиационная дивизия (10.08.1993).

После реформирования ВВС России дивизия была переформирована а авиационную базу. Одновременно был расформирован 47-й отдельный гвардейский разведывательный Борисовский Померанский дважды Краснознамённый ордена Суворова авиационный полк (ранее (1 мая 1998 года) полку были переданы регалии расформированного 871-го истребительного авиационного Померанского Краснознамённого полка). Сформированная таким образом авиационная база получила наименование: 
- 7000-я гвардейская авиационная Борисовская Померанская дважды Краснознамённая ордена Суворова база (2009);
- 105-я гвардейская смешанная авиационная Борисовская Померанская дважды Краснознамённая ордена Суворова дивизия (01.12.2013);
- Войсковая часть (Полевая почта) 57655 (до 10.08.1993).

## Формирование дивизии
105-я смешанная авиационная дивизия переформирована из 105-й авиационной дивизии истребителей-бомбардировщиков после перебазирования из Группы советских войск в Германии в 1993 году. Просуществовала до сентября 2009 года, когда была переформирована в 7000-ю авиационную базу.

## Командиры дивизии
| Звание                                     | Имя                        | Период            | Примечание |
| ------------------------------------------ | -------------------------- | ----------------- | ---------- |
| Генерал-майор авиации                      | Храмцов Алексей Алексеевич | 1993 — 1994       |            |
| Полковник, Генерал-майор авиации           | Патраков Николай Иванович  | 1994 — 26.07.2004 |            |
| полковник, Генерал-майор (с 2005 г.)       | Бондарев Виктор Николаевич | 2004 — 17.05.2006 |            |
| полковник, Генерал-майор (с 09.03.2007 г.) | Новиков Юрий Михайлович    | 17.05.2006 — 2010 |            |

## В составе объединений
| Дата          | Округ                                | Армия (Корпус)                    | Примечание |
| ------------- | ------------------------------------ | --------------------------------- | ---------- |
| 01.08.1993 г. | Московский военный округ             | ВВС Московского военного округа   |            |
| 10.08.1993 г. | Московский военный округ             | ВВС Московского военного округа   |            |
| 01.01.1994 г. | Московский военный округ             | 16-я воздушная армия              |            |
| 25.11.1998 г. | Московский округ ВВС и ПВО           | 16-й смешанный авиационный корпус |            |
| 01.02.2002 г. | Московский округ ВВС и ПВО           | 16-я воздушная армия              |            |
| 01.02.2002 г. | Московский округ ВВС и ПВО           | 16-я воздушная армия              |            |
| 01.09.2002 г. | Командование специального назначения | 16-я воздушная армия              |            |
| 01.07.2009 г. | Командование специального назначения | 16-я воздушная армия              |            |
| 01.12.2009 г. | 1-е командование ВВС и ПВО           |                                   |            |

## Части и отдельные подразделения дивизии
За весь период своего существования боевой состав дивизии претерпевал изменения, в различное время в её состав входили полки:
| Период                  | Наименование                                                   | Примечание                                  |
| ----------------------- | -------------------------------------------------------------- | ------------------------------------------- |
| 10.08.1993 — 01.06.1998 | 296-й авиационный полк истребителей-бомбардировщиков           |                                             |
| 10.08.1993 — 10.08.1993 | 559-й бомбардировочный авиационный полк                        |                                             |
| 01.01.1994 — 31.01.1991 | 1-й гвардейский авиационный полк истребителей-бомбардировщиков | переименован в бап                          |
| 31.01.1991 — 01.12.2009 | 1-й гвардейский бомбардировочный авиационный полк              | переформирован в авиагруппу 6970-й авиабазы |
| 01.11.1993 — 01.12.2009 | 445-й бомбардировочный авиационный полк                        | переформирован в авиагруппу 6970-й авиабазы |
| 01.11.1993 — 01.05.1998 | 899-й штурмовой авиационный полк                               | объединён с 20-м гв. бап                    |
| 01.11.1993 — 01.09.2009 | 899-й гвардейский штурмовой авиационный полк                   | расформирован                               |

### Состав после переформирования дивизии в авиабазу
7000-я гвардейская авиационная Борисовско-Померанская дважды Краснознамённая ордена Суворова база 1 разряда:
- - авиагруппа (аэродром Балтимор) — Су-34, Су-24МР, Су-24М, МиГ-25РБ;
  - авиагруппа (аэродром Бесовец) — Су-27П;
  - авиагруппа (аэродром Мончегорск) — Су-24МР, МиГ-25РБ;
  - авиагруппа (аэродром Хотилово) — Су-27, МиГ-31;
  - авиагруппа (аэродром Халино) — МиГ-29СМТ, МиГ-29УБ.

## Базирование
| Период                  | Аэродром | Вид аэродрома |
| ----------------------- | -------- | ------------- |
| 10.08.1993 — 01.09.2009 | Воронеж  |               |